# Videle
Videle è una città della Romania di 11 735 abitanti, ubicata nel distretto di Teleorman, nella regione storica della Muntenia. 
Fa parte dell'area amministrativa anche la località di Coşoaia.
Oltre ad essere un importante nodo ferroviario, dal quale si diparte dalla linea principale che collega Bucarest a Craiova il collegamento con la Bulgaria, Videle è al centro di una zona ricca di giacimenti di petrolio, che ne fanno di fatto il centro energetico di tutto il distretto.